# Veenhuizen (Stadskanaal)
Veenhuizen is een buurtschap in de gemeente Stadskanaal in de provincie Groningen. Het plaatsje ligt tussen Stadskanaal en Onstwedde, iets ten noordoosten van Ter Maarsch en iets ten noorden van het Pagediep.
Anders dan de naam doet vermoeden is Veenhuizen geen veenkolonie. Het is van oorsprong een eigen boermarke, die tot het kerspel Onstwedde behoorde en tien erven (eigenerfden) telde, waaronder een bij Ter Maarsch. Elke erve bezat 8 mollenwaren (aandelen) in de marke. De naam geeft aan dat de huizen van oudsher op een smalle zandrug in het veen stonden. De es van het gehucht vormt het zuidelijke deel van de es van Onstwedde.
Veenhuizen had in 1807 een eigen schooltje, dat nog in 1818 bestond.
In de 18e eeuw werden de markegronden gescheiden en werd het gebied verveend en vervolgens ontgonnen. Voor een deel van het gebied gold hierbij het recht van opstrek. Door de instelling van de Koningsraai in 1817 kreeg Veenhuizen er ruim 80 hectare markegrond bij, die deels verdeeld en deels verkocht werd tussen 1840 en 1893.
Vanaf 1787 ontstond op het grondgebied van Veenhuizen de plaats Stadskanaal, dat aan Onstwedder zijde ook wel Nieuw-Stadskanaal werd genoemd. Hieronder is het grootste deel van het zuidelijke deel van de vroegere marke verdwenen. Ten oosten van Stadskanaal werd eind jaren 1980 voor de afwatering het Verlengde A.G. Wildervanckkanaal aangelegd.

## De Tichelberg
Ten westen van Veenhuizen ligt een klein natuurgebied, De Tichelberg. Deze verhoging in het land bestond deels uit keileem, waarvan in de middeleeuwen stenen werden gebakken Daarvoor werd deze potklei afgeticheld. Eerder heette de plek de Leemdobben naar de gaten die achterbleven na het aftichelen. De kloostermoppen waarmee de kerk van Onstwedde en de Wedderborg zijn gebouwd komen onder andere hiervandaan. In het gebied zijn de restanten van een middeleeuwse veldoven teruggevonden. Van ongeveer 1854 tot omstreeks 1866 stond er ook een steenfabriek.

## Doopvont

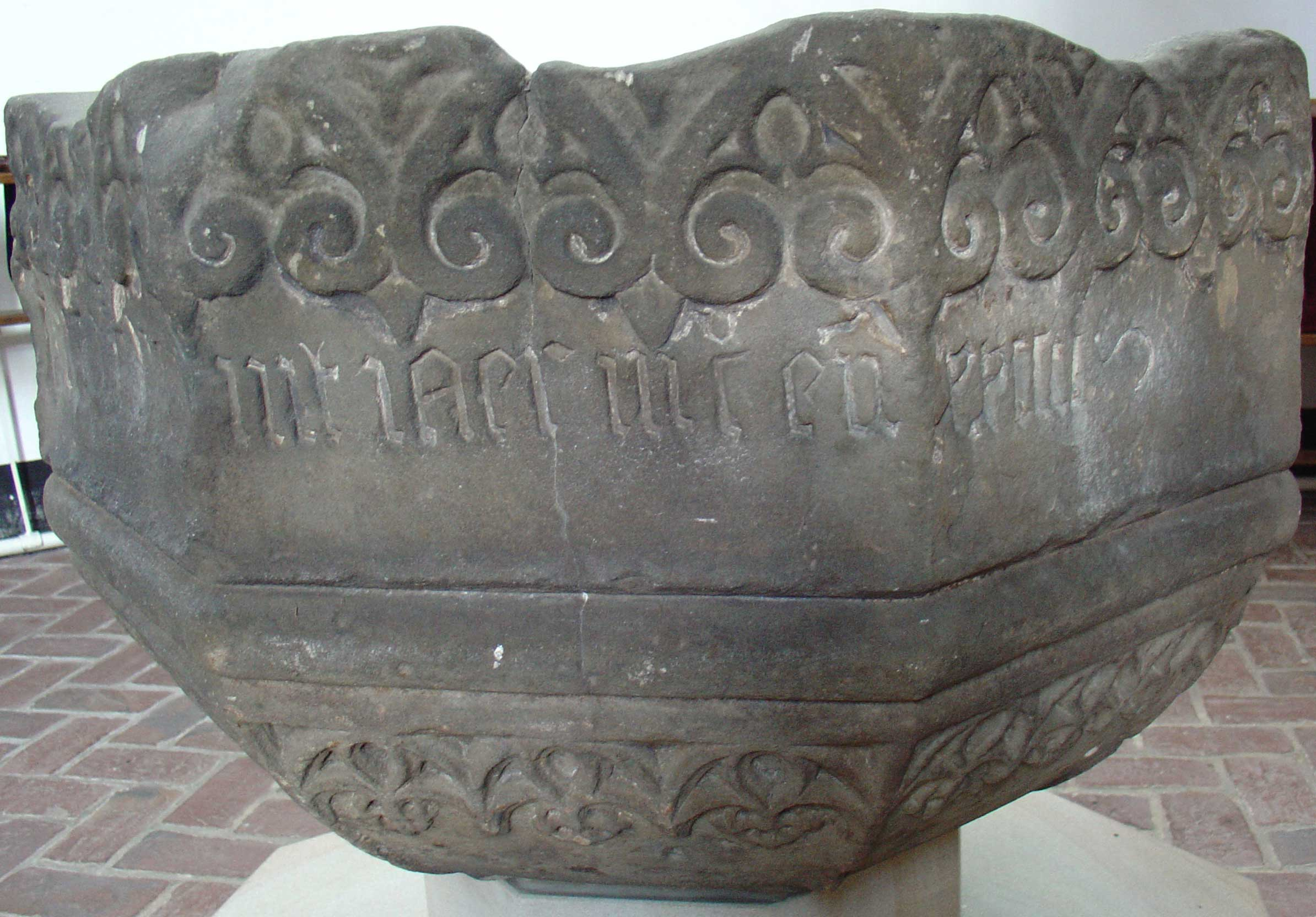
Het in Veenhuizen teruggevonden doopvont

Veenhuizen is ook nog op een andere manier verbonden met de kerk van Onstwedde. Na de reformatie moest ook in deze kerk alles worden verwijderd dat herinnerde aan het katholicisme. Een van de schatten van de kerk was een natuurstenen doopvont vermoedelijk uit 1524. De datering is omstreden; in de plaatselijke geschiedschrijving worden de jaartallen 1124 en 1324 genoemd. De gotische stijl en het gebruik van de volkstaal zijn daarmee echter in tegenspraak. Een kerkganger uit Veenhuizen vond het zonde om het vont te slopen en nam het daarom mee naar zijn boerderij. Daar heeft het eeuwenlang dienstgedaan als drinkbak voor het vee. In 1990 is de doopvont teruggekeerd naar de kerk.

## Galerij

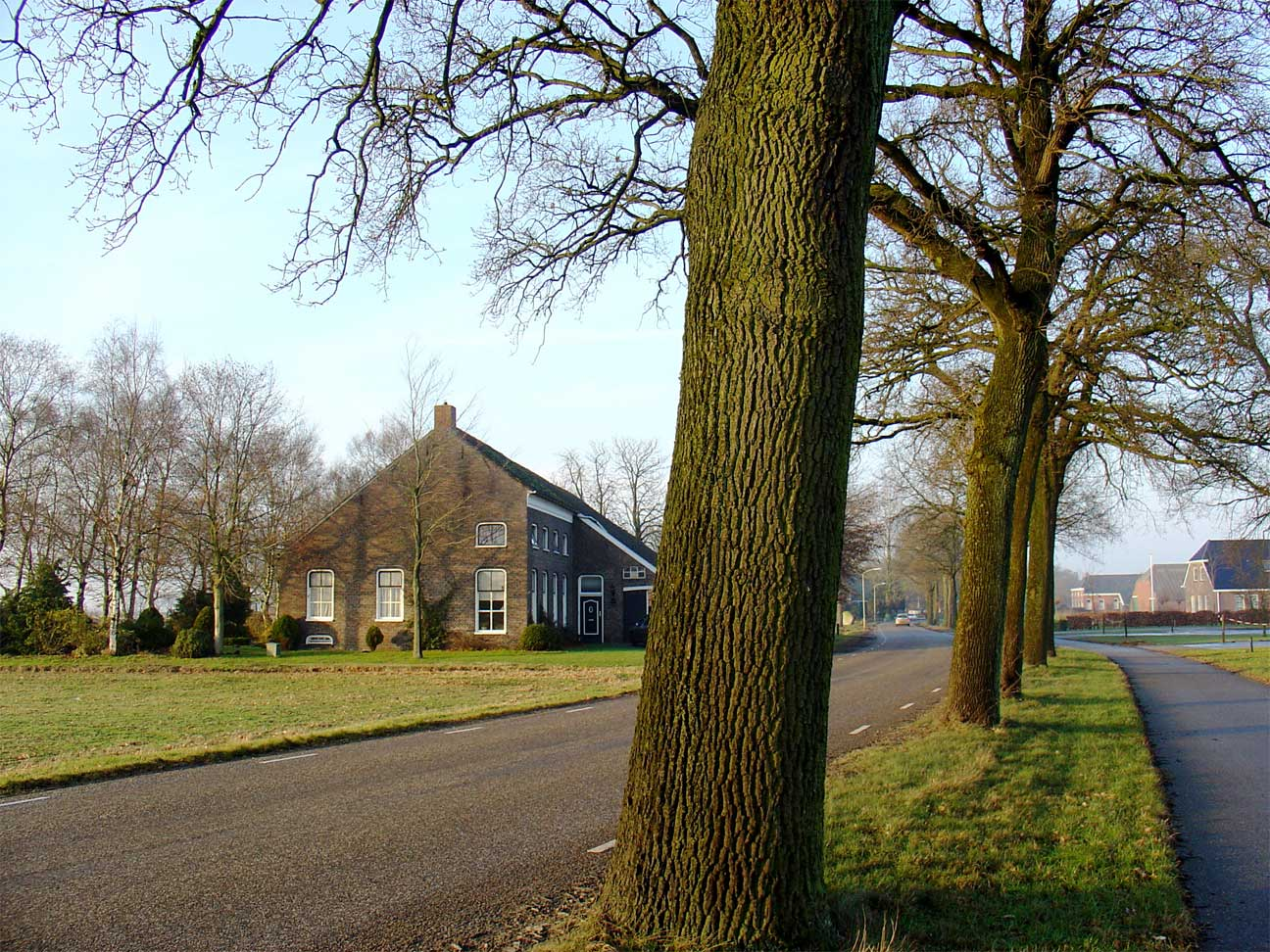
Veenhuizen (januari 2009)
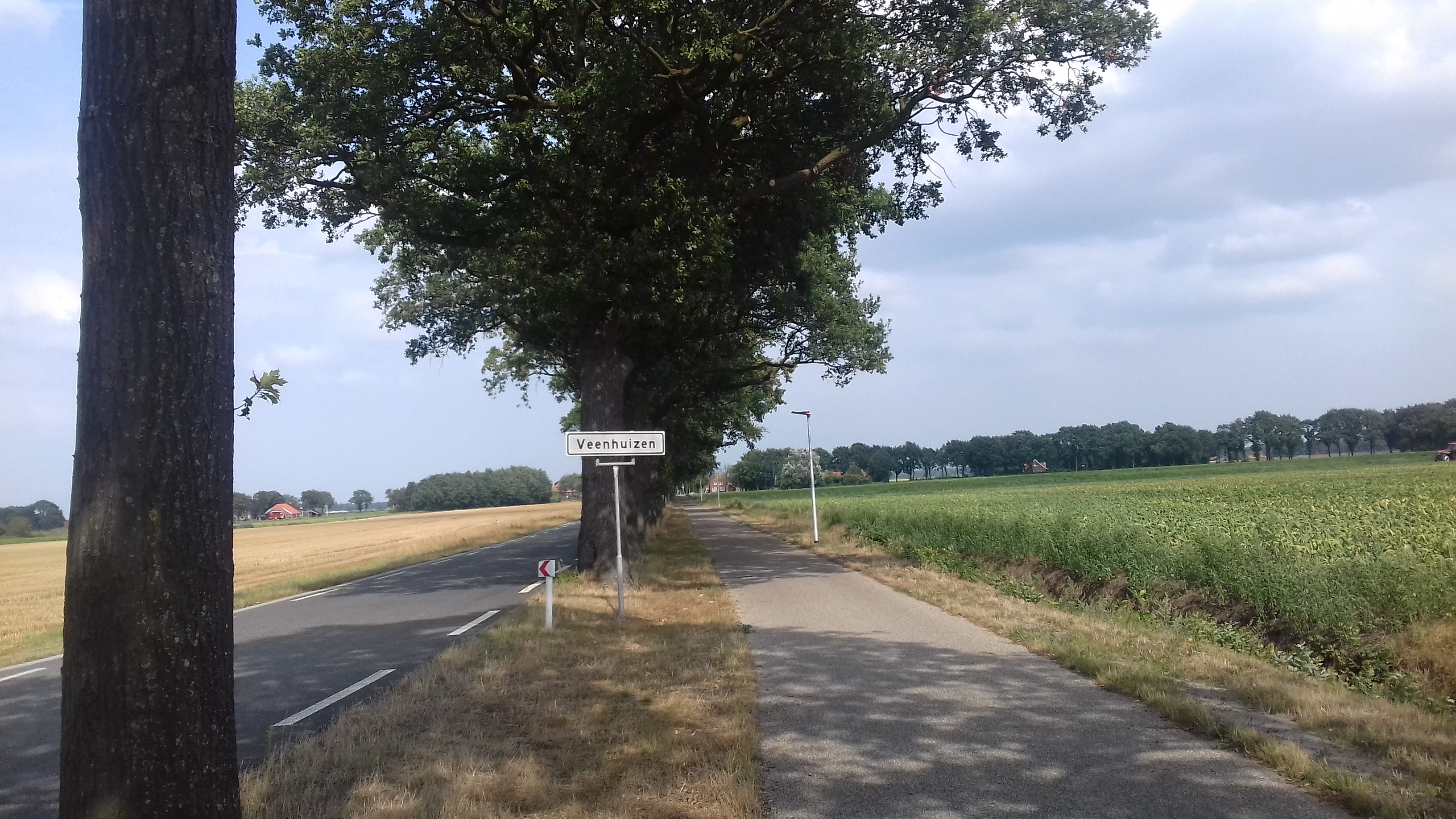
Bordje Veenhuizen